# International Network of Women Engineers and Scientists
Das INWES (International Network of Women Engineers and Scientists) ist eine Dachorganisation welche Organisationen und Institutionen von Ingenieurinnen und Naturwissenschaftlerinnen vernetzt.
Seit 1964 gibt es eine internationale Konferenzreihe für Ingenieurinnen und Wissenschaftlerinnen ICWES (International Conference of Women Engineers and Scientists), die durch das International Continuing Committee (ICC) unterstützt wurde. Bei der UNESCO World Science Conference in Budapest 1999 wurde eine Resolution verabschiedet, die aufbauend auf dem ICC zur Gründung von INWES führte.
Es gibt auch eine deutsche Beteiligung am INWES Netzwerk, wie z. B. die Fraunhofer-Gesellschaft, das seit 2008 Mitglied bei INWES ist. Der Deutsche Ingenieurinnenbund gehört sogar zu den Gründungsmitgliedern des INWES.
Das Ziel von INWES ist es Wissenschaft, Technologie und Mathematik weltweit positiv zu beeinflussen. Außerdem soll die Zahl von Frauen in den genannten Bereichen erhöht werden und es soll den Informationsaustausch auf globaler und regionaler Ebene fördern.